# Оппенгейм, Герман
Герман Оппенгейм (31 декабря 1858, Варбург — 22 мая 1919, Берлин) — немецкий врач-невропатолог, профессор.

## Биография
Родился в 1858 году. Начальное образование получил под руководством отца, много лет бывшего раввином еврейской общины города Варбурга. Блестяще окончив гимназию в 1877 году, продолжил обучение в Гёттингене, затем Бонне и Берлине. Под руководством физиолога и пионера авиационной медицины Натана Цунца Оппенгейм подготовил диссертацию о физиологии и патологии выделения мочевины. С 1882 года работал ассистентом Карла Вестфаля в клинике «Шарите», а с 1883 по 1891 годы руководил этой клиникой. В то же время, в качестве приват-доцента, читал лекции в университете. В 1893 году получил звание заслуженного профессора, но, как еврей, не мог добиться ординатуры. В 1902 году прекратил, ввиду этого, чтение лекций.
Вместо академической карьеры он открыл частную клинику в Берлине, быстро набравшая популярность и ставшая известным учебным центром.
Весомым был вклад Оппенгейма в учение об опухолях мозга, под его руководством проведено одно из первых успешных оперативных вмешательств при опухоли эпифиза. Важную роль сыграла и деятельность ученого по выделению неврологии в отдельную специальность, что поддерживалось не всеми специалистами.

## Труды
Его перу принадлежит ряд выдающихся работ по невропатологии, среди которых:
- «Руководство по нервным болезням» 832 с.,М.,1896.
- Неоднократно переиздавался его «Учебник по нервным болезням для врачей и студентов»[3].
- Упомянул в 1913 году синдром Богорада[4], который советским учёным Ф. А. Богорадом был описан в 1928 году и нередко называется «синдромом крокодиловых слёз»[5][6].